# Schweiz beim Eurovision Young Musicians
Übertragende Rundfunkanstalt

Erste Teilnahme
1982
Anzahl der Teilnahmen
14
Höchste Platzierung
2 (1986)
Dieser Artikel befasst sich mit der Geschichte der Schweiz als Teilnehmer des Wettbewerbs Eurovision Young Musicians.

## Regelmässigkeiten der Teilnahme und Erfolge im Wettbewerb
Die Schweiz nahm bereits am ersten Eurovision Young Musicians im Jahr 1982 teil und erreichte dort durch den Pianisten Bertrand Roulet den dritten Platz. Dieses Ergebnis konnte man vier Jahre später sogar noch übertreffen, die Pianistin Marian Rosenfeld erreichte den zweiten Platz. Dies ist bis heute das beste Ergebnis der Schweiz beim Wettbewerb. Daraufhin folgte eine längere Durststrecke, so erreichte man erst wieder 1994 und 1996 das Finale. Von 1998 bis 2002 schied man ebenfalls wieder bereits im Halbfinale aus. 2008 zog man sich ohne eine Angabe von Gründen vom Wettbewerb zurück.
Am 29. Februar 2024 gab die zuständige Rundfunkanstalt SRG SSR bekannt, das die Schweiz zum Wettbewerb zurückkehren werde.
Mit zwei Platzierungen unter den ersten drei gehört die Schweiz zu den eher erfolgloseren Ländern beim Eurovision Young Musicians.

## Liste der Beiträge
Farblegende: – 1. Platz. – 2. Platz. – 3. Platz. – ausgeschieden im Halbfinale/in der Qualifikation. – keine Teilnahme/nicht qualifiziert.
| Jahr                                    | Interpret                | Instrument               | Stücke                                                                        | Platz Finale             | Platz Halbfinale                   | Nationale Vorentscheidung |
| --------------------------------------- | ------------------------ | ------------------------ | ----------------------------------------------------------------------------- | ------------------------ | ---------------------------------- | ------------------------- |
| 1982                                    | Bertrand Roulet          | Klavier                  | Piano Concerto No.2 von Dmitri Shostakovich                                   | 3 / 6                    | Direkt für das Finale qualifiziert |                           |
| 1984                                    | Martina Schuchen         | Cello                    | Concerto for cello and orchestra op. 33 von Camille Saint-Saëns               | k. A. / 7                | Direkt für das Finale qualifiziert |                           |
| 1986                                    | Marian Rosenfeld         | Klavier                  | Piano Concerto no.1 E minor, op.11, 2nd and 3rd movements von Frédéric Chopin | 2 / 5                    | k. A. / 15                         |                           |
| 1988                                    | David Riniker            | Cello                    | Variations on a Rococo Theme, Op. 23 von Pjotr Iljitsch Tschaikowski          | Ausgeschieden            | k. A. / 16                         |                           |
| 1990                                    | Rafael Rosenfeld         | Cello                    | Cello Concerto No. 1 in A-Moll, Op. 33 von Camille Saint-Saëns                | Ausgeschieden            | k. A. / 18                         |                           |
| 1992                                    | Ariane Häring            | Klavier                  | unbekannt                                                                     | Ausgeschieden            | k. A. / 13                         |                           |
| 1994                                    | David Bruchez            | Posaune                  | Ballade for Trombone and Orchestra von Frank Martin                           | k. A. / 8                | k. A. / 24                         |                           |
| 1996                                    | Antoine Rebstein         | Klavier                  | unbekannt                                                                     | k. A. / 8                | k. A. / 17                         |                           |
| 1998                                    | Francesco Piemontesi     | Klavier                  | unbekannt                                                                     | Ausgeschieden            | k. A. / 13                         |                           |
| 2000                                    | Nathalie Amstutz         | Harfe                    | unbekannt                                                                     | Ausgeschieden            | k. A. / 18                         |                           |
| 2002                                    | Beatrice Berrut          | Klavier                  | unbekannt                                                                     | Ausgeschieden            | k. A. / 20                         |                           |
| 2004                                    | Giuliano Sommerhalder    | Trompete                 | Trumpet concerto No.2 (2nd and 3rd movement) von André Jolivet                | k. A. / 7                | k. A. / 16                         |                           |
| 2006                                    | Simone Sommerhalder      | Oboe                     | Concerto for Oboe and Orchestra, KV 314, 1st movement von W.A. Mozart         | k. A. / 7                | k. A. / 8                          |                           |
| 2008 2010 2012 2014 2016 2018 2020 2022 | Auf Teilnahme verzichtet | Auf Teilnahme verzichtet | Auf Teilnahme verzichtet                                                      | Auf Teilnahme verzichtet | Auf Teilnahme verzichtet           | Auf Teilnahme verzichtet  |
| 2024                                    | Valerian Alfaré          | Euphonium                | Euphonium Konzert von Paul Mealor                                             | k. A. / 11               | Direkt für das Finale qualifiziert | interne Auswahl           |

## Ausgerichtete Wettbewerbe
Die Schweiz richtete bisher den Wettbewerb zweimal aus.
| Jahr | Stadt  | Austragungsort                     | Moderation        |
| ---- | ------ | ---------------------------------- | ----------------- |
| 1984 | Genf   | Victoria Hall                      | Georges Kleinmann |
| 2004 | Luzern | Kultur- und Kongresszentrum Luzern | Christian Arming  |